# Jack-Jack Parr
Jack-Jack Parr is een personage in de Disney- en Pixarfilm The Incredibles. Hij is de babyzoon van de superhelden Mr. Incredible en Elastigirl, en de jongste van de Parr familie.

## Achtergrond
Aan het begin van de film leek het erop dat Jack-Jack de enige in de Parr familie was zonder superkrachten. Maar in de climax van de film, en in het extra filmpje Jack-Jack Attack, bleek dat hij juist de meeste krachten had van allemaal. Eerst dreeft hij zijn oppas Kari McKeen tot wanhoop met zijn krachten. Toen Syndrome probeerde hem te ontvoeren, ontdekten de andere Incredibles voor het eerst waar Jack-Jack toe in staat was.
Omdat Jack-Jack thuis was tijdens het gevecht op Syndrome’s eiland en het gevecht met de Omnidroid was hij in de film nauwelijks aanwezig. Hij kan nog nauwelijks praten. Slechts driemaal in de film zegt hij wat: wanneer Frozone aanbelt bij de familie, wanneer Syndrome hem meeneemt en wanneer Syndrome hem laat vallen. Verder is zijn communicatie beperkt tot gezichtsuitdrukkingen.

## Superkrachten
Jack-Jack beschikt over een groot aantal superkrachten.
- Levitatie/vliegen
- Vormverandering (waaronder in vuur, metaal en een monstervorm).
- Teleportatie of bovenmenselijke snelheid.
- Door muren lopen
- Pyrokinese
- Optische stralen
- Bovenmenselijke kracht en wendbaarheid.
- mogelijk onkwetsbaarheid
- Intelligenter dan meeste leeftijdgenoten.
- Versterkte zintuigen.

## Gebeurtenissen na de film
Ook in de gebeurtenissen na de film komt Jack-Jack niet veel voor vanwege zijn jonge leeftijd.
In het spel The Incredibles: Rise of the Underminer neemt Helen hem mee wanneer zij, Dash en Violet de stad evacueren.
In de korte strip The Incredibles in Holiday Heroes slaapt Jack-Jack op Helen, die zich tot een hangmat heeft omgevormd. Wanneer de vulkaan vlak bij hen uitbarst, beschermd Violet Jack-Jack met haar krachtveld.
In de Disney on Ice show A Magic Kingdom Adventure komt Jack-Jack vast te zitten aan een molen in de it's a small world attractie, en moet Bob hem redden.